# Antonius Rüsenberg

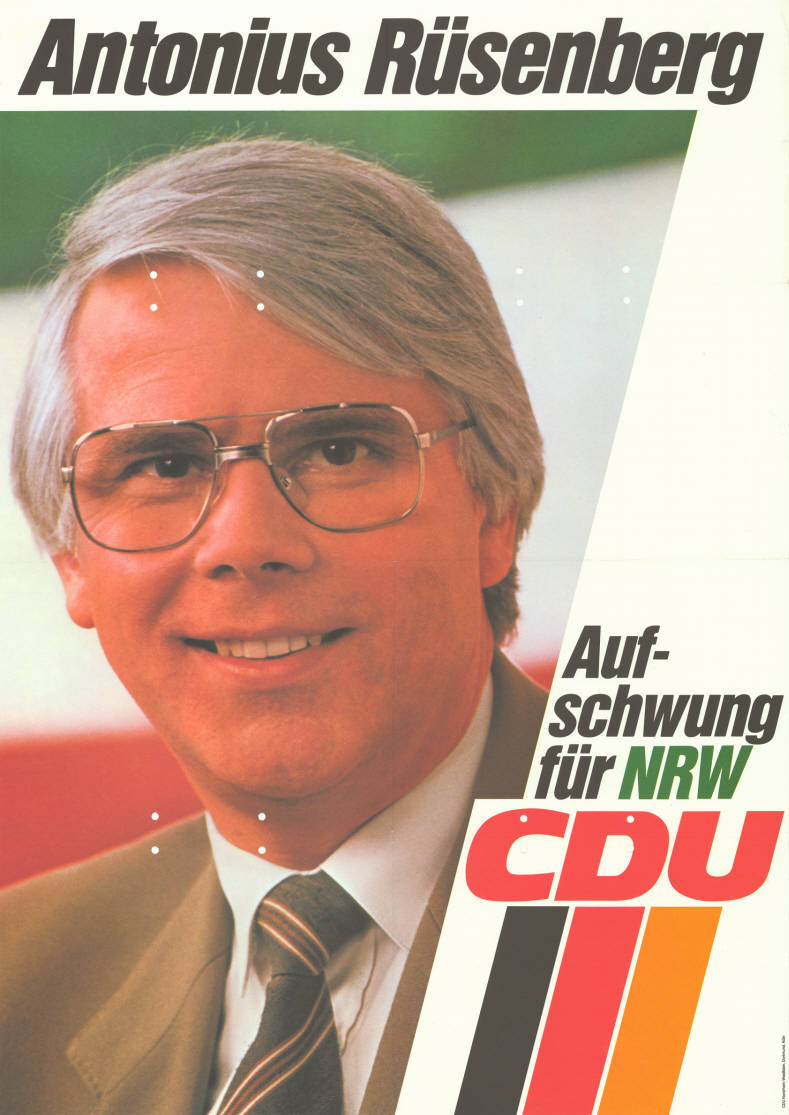
Kandidatenplakat zur Landtagswahl in Nordrhein-Westfalen 1985

Antonius Rüsenberg (* 6. Mai 1943 in Steinheim, Kreis Höxter; † 14. Juni 2016) war ein deutscher Politiker der CDU.

## Ausbildung und Beruf
Nach dem Besuch der Volksschule absolvierte Antonius Rüsenberg von 1957 bis 1961 eine Lehre als Landmaschinenschlosser. Die Gesellenprüfung legte er 1961 ab. Danach war er bis 1963 als Landmaschinenschlosser tätig. Von 1963 bis 1964 besuchte er das Sozialinstitut Bad Honnef, 1964 bis 1966 arbeitete er als Landmaschinenmechaniker. Die Höhere Fachschule für Sozialarbeit Köln absolvierte er von 1966 bis 1969. Als Sozialarbeiter beim Kreisjugendamt in Höxter war er von 1969 bis 1980 tätig.

## Politik
Antonius Rüsenberg war seit 1962 Mitglied der CDU. Er war Ortsverbandsvorsitzender und Vorsitzender des CDU-Stadtverbandes Steinheim. Von 1973 bis 1999 war er Vorsitzender des CDU-Kreisverbandes Höxter. Rüsenberg war 32 Jahre Mitglied des CDU-Bezirksvorstandes Ostwestfalen-Lippe und 21 Jahre des CDU-Landesvorstandes Nordrhein-Westfalen. Des Weiteren war er Mitglied der Christlich Demokratischen Arbeitnehmerschaft (CDA), der Katholischen Arbeitnehmerbewegung (KAB) und im Kolpingwerk.
Antonius Rüsenberg war direkt gewähltes Mitglied des 9., 10., 11., 12. und 13. Landtags von Nordrhein-Westfalen von 1980 bis 2005. Hier hatte er die Position des stellvertretenden Vorsitzenden der CDU-Landtagsfraktion inne und war 15 Jahre familien- und jugendpolitischer Sprecher der CDU-Landtagsfraktion.
Rüsenberg starb im Alter von 73 Jahren.